# Malik Fathi
Malik Fathi (ur. 29 października 1983 r. w Berlinie Zachodnim) – niemiecki piłkarz występujący na pozycji bocznego obrońcy w 1. FSV Mainz 05. Jego ojciec jest Turkiem, a matka Niemką.
Jest wychowankiem Herthy Zehlendorf, a od 2003 roku występował w Hercie BSC i do 2008 roku w Bundeslidze rozegrał 123 mecze i strzelił 2 gole. Wystąpił również w 8 potyczkach w Pucharze UEFA. Na początku 2008 przeszedł do rosyjskiego Spartaka Moskwa, a w 2010 roku trafił na wypożyczenie do Mainz.
W reprezentacji Niemiec debiutował 16 sierpnia 2006 r. w spotkaniu ze Szwecją. Wcześniej z kadrą U-20 był na MŚ w 2003, natomiast z U-21 wystąpił na ME w 2006. Od 2011 do 2014 reprezentował barwy 1. FSV Mainz 05. Był z niego wypożyczony do Kayserisporu oraz TSV 1860 Monachium. W 2015 przeszedł do CD Atlético Baleares.